# Assegno ordinario di invalidità

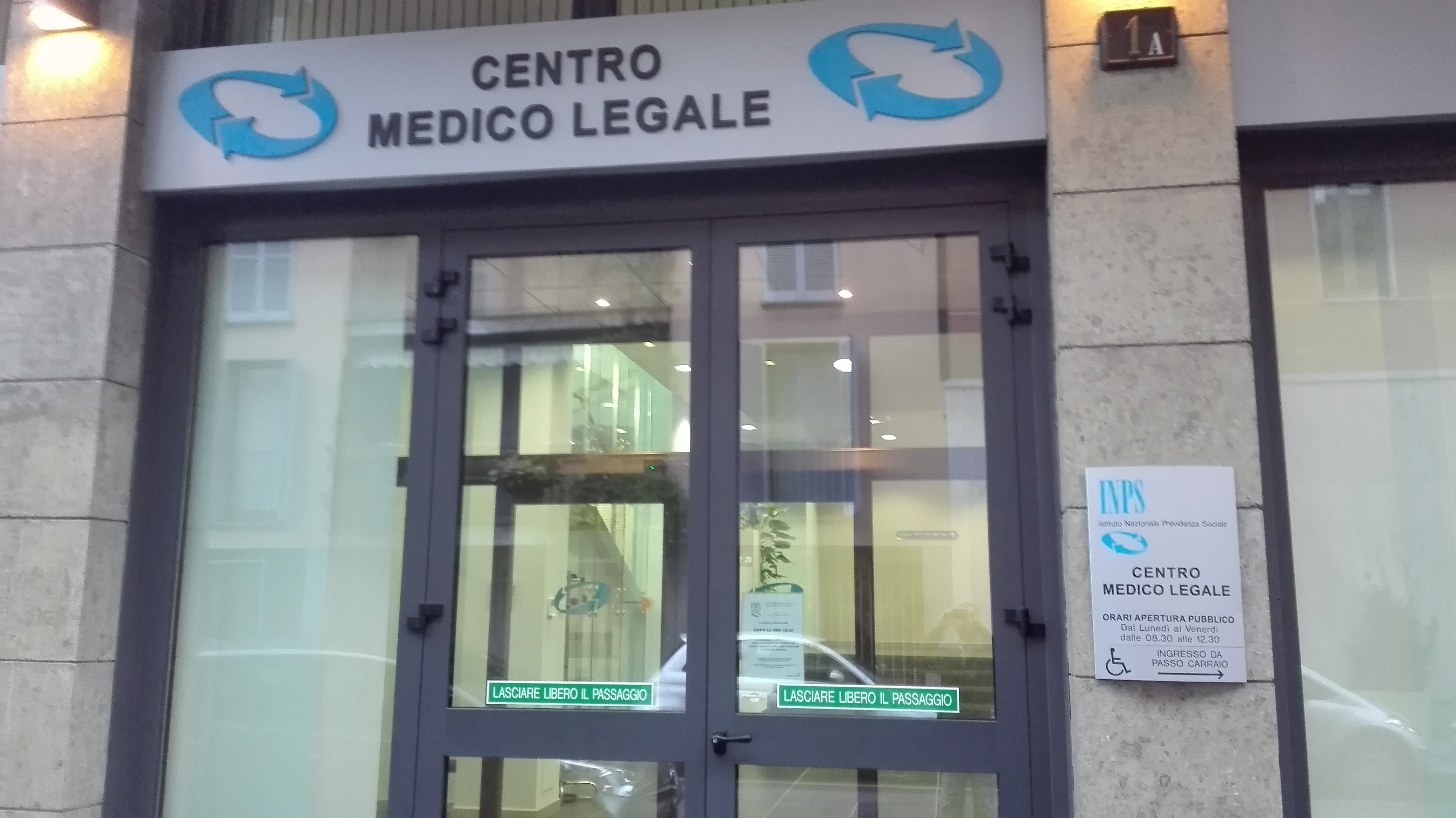
Centro Medico Legale INPS

L'assegno ordinario di invalidità è una prestazione economica erogata dalla Repubblica Italiana, erogabile a domanda, ai lavoratori dipendenti assicurati presso l'INPS affetti da infermità o difetto fisico o mentale che abbiano ridotto in modo permanente la loro capacità di lavoro, in attività confacenti le proprie attitudini, in misura superiore ai due terzi.
Venne istituito dall'art. 1 della legge 12 giugno 1984, n. 222. La stessa norma estendeva ad altre gestioni previdenziali l'indennità di accompagnamento per gli anziani invalidi con più di 80 anni, cosa che introdotta gradualmente negli anni successivi.

## Caratteristiche generali
L'assegno ordinario di invalidità non è una pensione vera e propria: vale infatti fino ad un massimo di tre anni ed è rinnovabile su domanda del beneficiario, che viene quindi sottoposto ad una nuova visita medico-legale. È comunque facoltà dell'Istituto sottoporre a revisione (per motivi reddituali o sanitari) l'assicurato titolare di assegno ordinario di invalidità a mente dell'articolo 9 della legge 222/1984. Dopo due conferme consecutive l'assegno diventa definitivo.
L'assegno ordinario di invalidità viene concesso anche se si continua a lavorare. In questo caso ogni anno si viene sottoposti alla visita medico-legale se si superano alcuni tetti di reddito. Al compimento dell'età pensionabile l'assegno viene trasformato, in presenza dei requisiti di contribuzione, in pensione di vecchiaia.
A questo fine la norma stabilisce che i periodi di godimento dell'assegno, per i quali non sia stata prestata attività lavorativa, devono essere considerati utili ai fini del perfezionamento dei requisiti assicurativi: ciò significa che i periodi in questione devono essere considerati rilevanti in sede di accertamento del diritto alla pensione di vecchiaia ferma restando la loro irrilevanza ai fini della determinazione della relativa misura.
Nel caso che le infermità siano talmente gravi da impedire al lavoratore, assicurato dell'INPS, di svolgere qualsiasi attività lavorativa, questi può inoltrare una diversa domanda di prestazione economica previdenziale, prevista dall'Assicurazione Generale Obbligatoria, che è la pensione di inabilità ex art.2 della stessa legge 222/1984.

## Procedimento
Per ottenerla da parte di cittadini assicurati all'INPS, occorre presentare una domanda, personalmente tramite PIN o tramite Patronato o Associazione di categoria, via internet sul sito ufficiale dell'Ente, corredata da una certificazione medica stilata in modalità elettronica (online) da un proprio medico di fiducia, iscritto in un apposito elenco, utilizzando il certificato medico introduttivo per istanza di invalidità previdenziale (mod.SS3).
Si verrà quindi chiamati a visita medico-legale presso i Centri medico legali dell'INPS.

## Requisiti
Si può ottenere quando si verificano le seguenti due condizioni:
1. un'infermità fisica o mentale, accertata dal medico legale dell'INPS, che provochi una riduzione permanente della capacità di lavoro superiore ai due terzi (dal DM del 5 febbraio 1992 per effetto del DL 509 del 23/11/1988 n.509 la percentuale minima è del 67%), in occupazioni confacenti alle attitudini del lavoratore;
2. un'anzianità contributiva di almeno cinque anni, di cui almeno tre versati nei cinque anni precedenti la domanda di pensione.
3. un'anzianità assicurativa di almeno cinque anni.

Questa lunga anzianità contributiva non serve, e viene abbattuta anche in una settimana, se le infermità sono state causate da causa di servizio, non tutelata dall'INAIL.

## Aumento
Dal punto di vista economico l'originario assegno di invalidità verrà maggiorato mensilmente (fino all'età di 55 anni) con un bonus, come se la persona avesse lavorato sino al compimento dell'età pensionabile; contestualmente il lavoratore, per effettivamente fruirne, dovrà licenziarsi dalla sua attività o cancellarsi da qualsiasi albo o elenco professionale.